# 索尼克进化3
《索尼克进化3》是以任天堂掌机Game Boy Advance为平台的索尼克进化系列的最后一作，由Sonic Team和Dimps开发，世嘉和THQ发行。本游戏最初在2004年6月7日发行美版，随后在同年6月10日发行日版，同年6月24日发行欧版。本作相对于前两作《索尼克进化》和《索尼克进化2》在可玩性和耐玩性方面性有了很大的提高，而且制作的无论是图像还是背景音乐都较之前有很大进步。

## 游戏要素
比起《索尼克进化2》，《索尼克进化3》的游戏难度显得更为容易。游戏中到处都能见到那种布满了尖刺的陷阱，不过玩家可以选择回到以前的关卡来赚取更多的生命。游戏还提供可选的绿宝石任务。如果在所有的世界中找到那些隐藏的绿宝石，就能和最终头目展开战斗，解鎖新的结局，并且能够暂时使用超级索尼克。不过找到这些绿宝石并不容易，首先玩家需要在关卡中收集那些隐藏的动物照片（每个世界大约有10张这种的照片），然后还得再回去各关寻找一些钥匙。玩家只有收集够了那些照片之后才可能发现这些钥匙。最后，玩家需要用这些钥匙来参加一种收集圆环的迷你游戏，因为在游戏中需要收集足够的圆环用来赚取这些绿宝石。
除了主要的冒险模式之外，游戏还有一种“时间竞速”（time attack）模式，这种模式让你可以用高速的奔跑来通过以前已经完成的关卡。冒险模式以及“时间竞速”模式都支持联机游戏，玩家可以和自己的朋友一起合作来玩这款游戏。此外，游戏中还有名为“find the Chao”的迷你游戏，这个游戏只需要一张卡带就能够进行双人游戏。

### 人物
- 己方：（Sonic）、塔尔斯（Tails）、納克魯斯（Knuckles）、艾米（Amy）、克里姆（Cream）
- 敌方：蛋头博士（Dr. Eggman）、基梅爾 (Gemerl)

### 关卡
共分为九个区域（Zone），1~7区域中每个区域都有3个普通关卡（Act），和一个头目关卡，另外还有两个迷你游戏关卡（Mini Game）；区域8是最终头目关（可进入普通结局）；第九个区域——Extra Zone是真正的最终关卡（可进入真实结局）。

### 特色
本作对于前两作而言特色很明显：
- 伙伴模式：玩家可以选择一个伙伴和你操控的人物一同冒险，当然那个伙伴是电脑控制的，而且为无敌状态。
- “R”技能：其实早就有了单人的R技，本作也继承了下来。但是因为伙伴的出现，本作可以发动利用伙伴的R技，并可以凭借此到达一些有时难到达的地方。

## 剧情
和往常一样，还是索尼克去营救伙伴并打败蛋头博士，并拯救世界。但是和前两作不同，塔尔斯没有被绑架，因而在游戏开始时塔尔斯可以作为索尼克的伙伴，并一同冒险。

### 普通结局
（获得／尚未获得全部混沌翡翠，索尼克為主首次通关以及其他角色為主通關）在战胜最终头目后，蛋头和基梅爾被打败了，并试图逃跑，但是却被重重地攻击了一下，于是蛋头博士就掉下去了，基梅爾看了一看摇摇头之后也跟着蛋头跳了下去。于是，世界恢复了往日的和平。

### 真实结局
（获得全部混沌翡翠）索尼克為主战胜最终头目后，基梅爾突然奪走索尼克的7颗混沌翡翠並利用混沌翡翠的力量变成了一个大球体状的机器人（成为了Extra Boss）并且抓住蛋头博士攻击索尼克之后逃跑，随后索尼克也利用混沌翡翠变身成为了超级索尼克去阻止基梅爾，蛋头博士亦加入我方一同阻止基梅爾。打败了基梅爾后世界恢复了和平。日後克里姆找到了损坏了的基梅爾并找塔尔斯加以修復，成为了心地善良的机器人。